# Varhaňovce
Varhaňovce este o comună slovacă, aflată în districtul Prešov din regiunea Prešov. Localitatea se află la altitudinea de 297 m deasupra n.m., se întinde pe o suprafață de 8,36 km2 și în 2017 număra 1.470 de locuitori.

## Istoric
Localitatea Varhaňovce este atestată documentar din 1393.

## Demografie
| An:                | 1994 | 2004    | 2014    | 2024    |
| ------------------ | ---- | ------- | ------- | ------- |
| Număr de persoane: | 897  | 1107    | 1426    | 1604    |
| Diferență:         |      | +23,41% | +28,81% | +12,48% |

| An:                | 2023 | 2024   |
| ------------------ | ---- | ------ |
| Număr de persoane: | 1569 | 1604   |
| Diferență:         |      | +2,23% |